# Agdistis heydenii
Agdistis heydenii is een vlinder uit de familie van de vedermotten (Pterophoridae). De wetenschappelijke naam werd in 1852 gepubliceerd door Philipp Christoph Zeller.
De soort komt voor in Europa.

## Synoniemen
- Agdistis canariensis Rebel, 1896
- Agdistis excurata Meyrick, 1921

1. ↑  Zeller, P.C. (1852). Revision der Pterophoriden. Linnaea entomologica 6: 322